# 蓋布里昂群島
67°48′S 68°25′W / 67.800°S 68.417°W

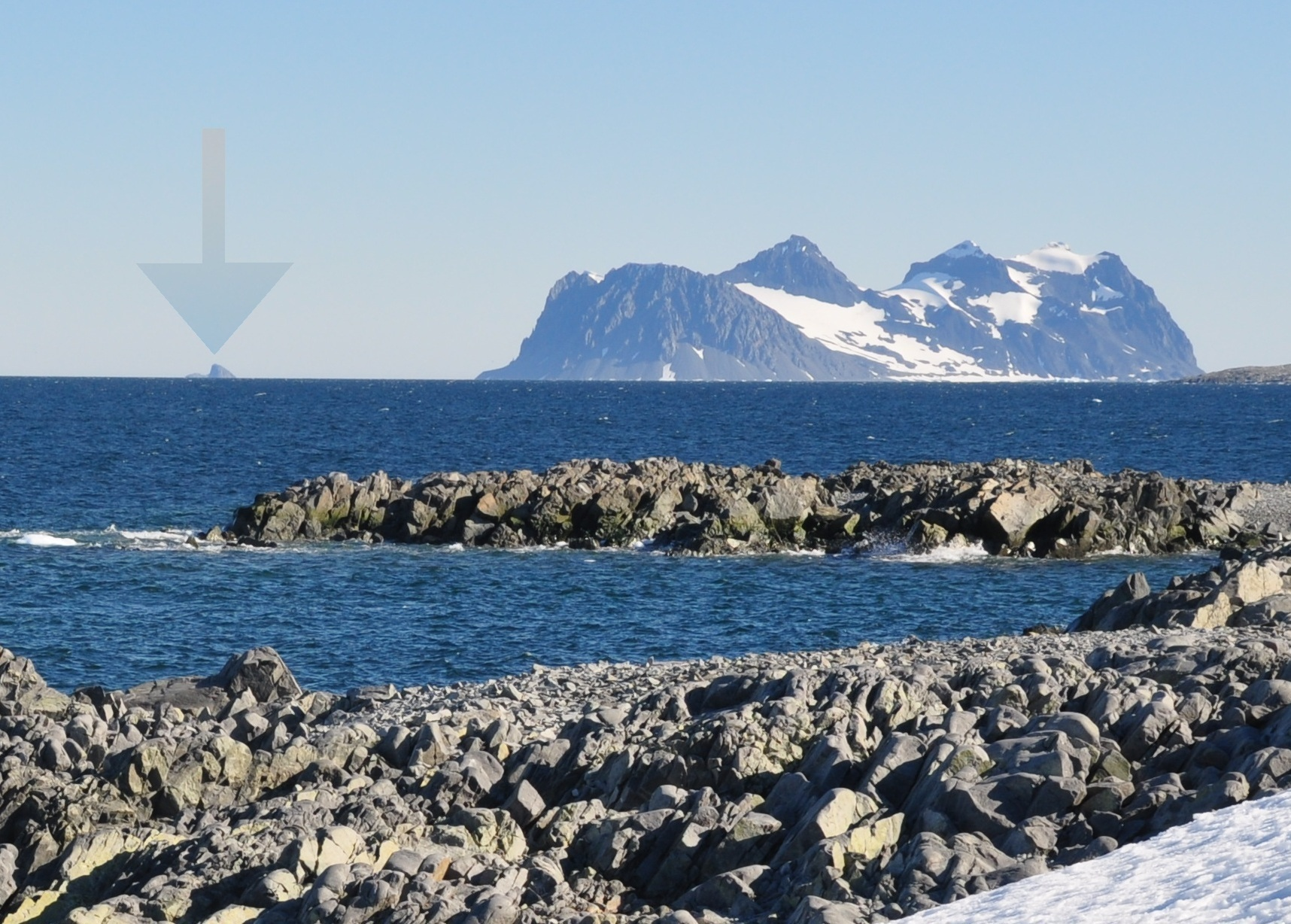

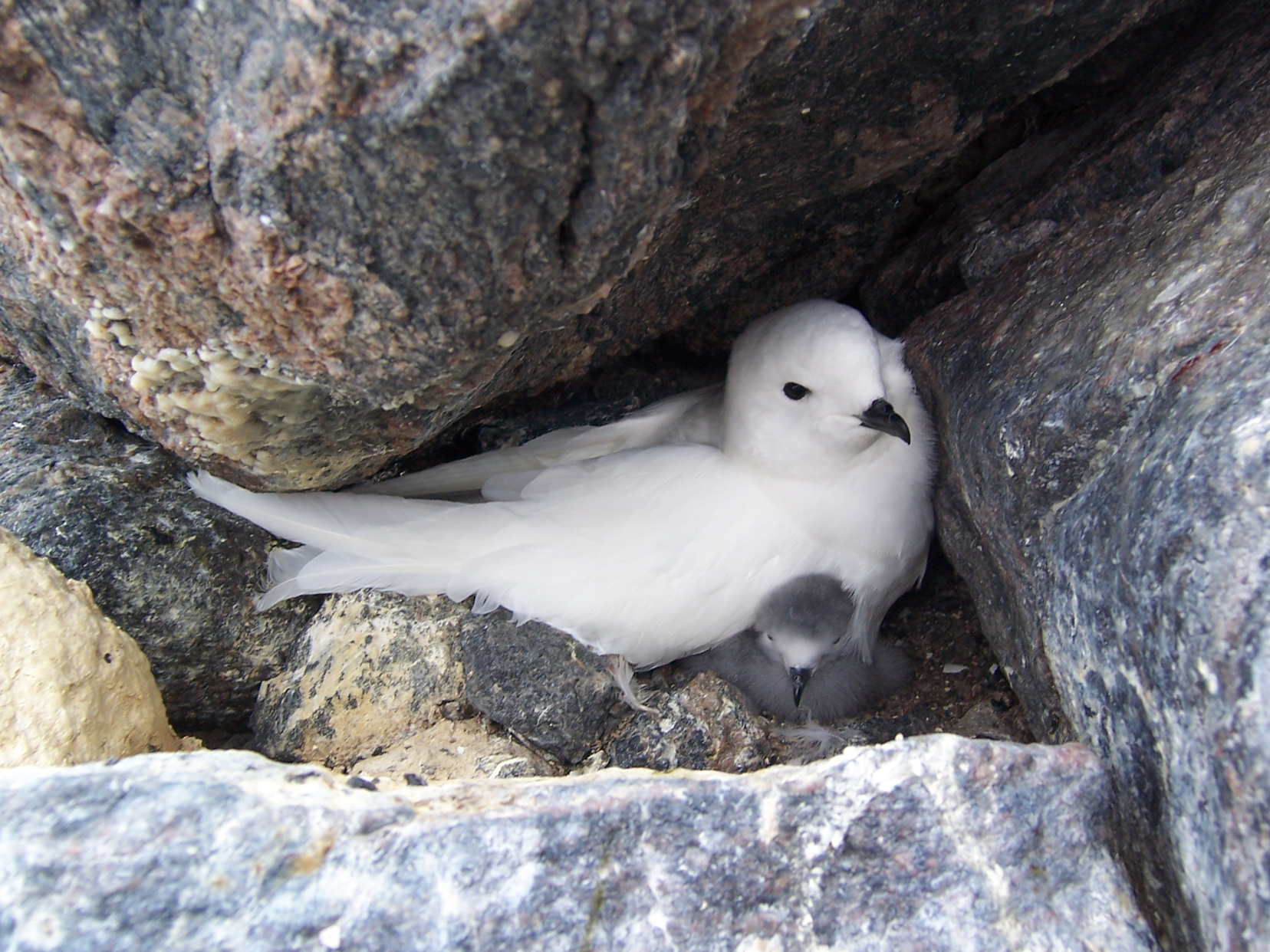

蓋布里昂群島（Guébriant Islands），是南極洲的群島，位於南極半島以西，由2座島嶼組成，處於瑪格麗特灣北部，由讓-巴蒂斯特·夏古率領的法國探險隊發現，現時由南極條約體系管理。